# 柏拱行
柏拱行（英語：Beaconsfield Arcade）位於香港中環皇后大道中4號，香港滙豐銀行總行大廈後面，已於1960年代拆卸。

## 歷史
柏拱行在1880年代中興建，由巴馬丹拿建築師事務所設計，屬維多利亞時期建築，是香港首座多層購物商場。
香港防止虐畜會（今香港愛護動物協會）曾在1953年於此設辦事處。
1960年4月，柏拱行拆卸並改建成拱北行，之後政府新聞處辦公室曾設於此。
1995年，拱北行與位於其東面的香港希爾頓酒店及花園道政府多層停車場一同拆卸，重建成長江集團中心。

## 同名建築

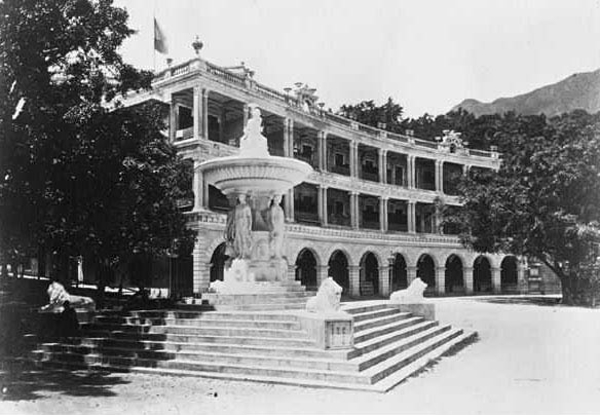
1890年的柏拱行，圖前噴水池屬舊香港大會堂

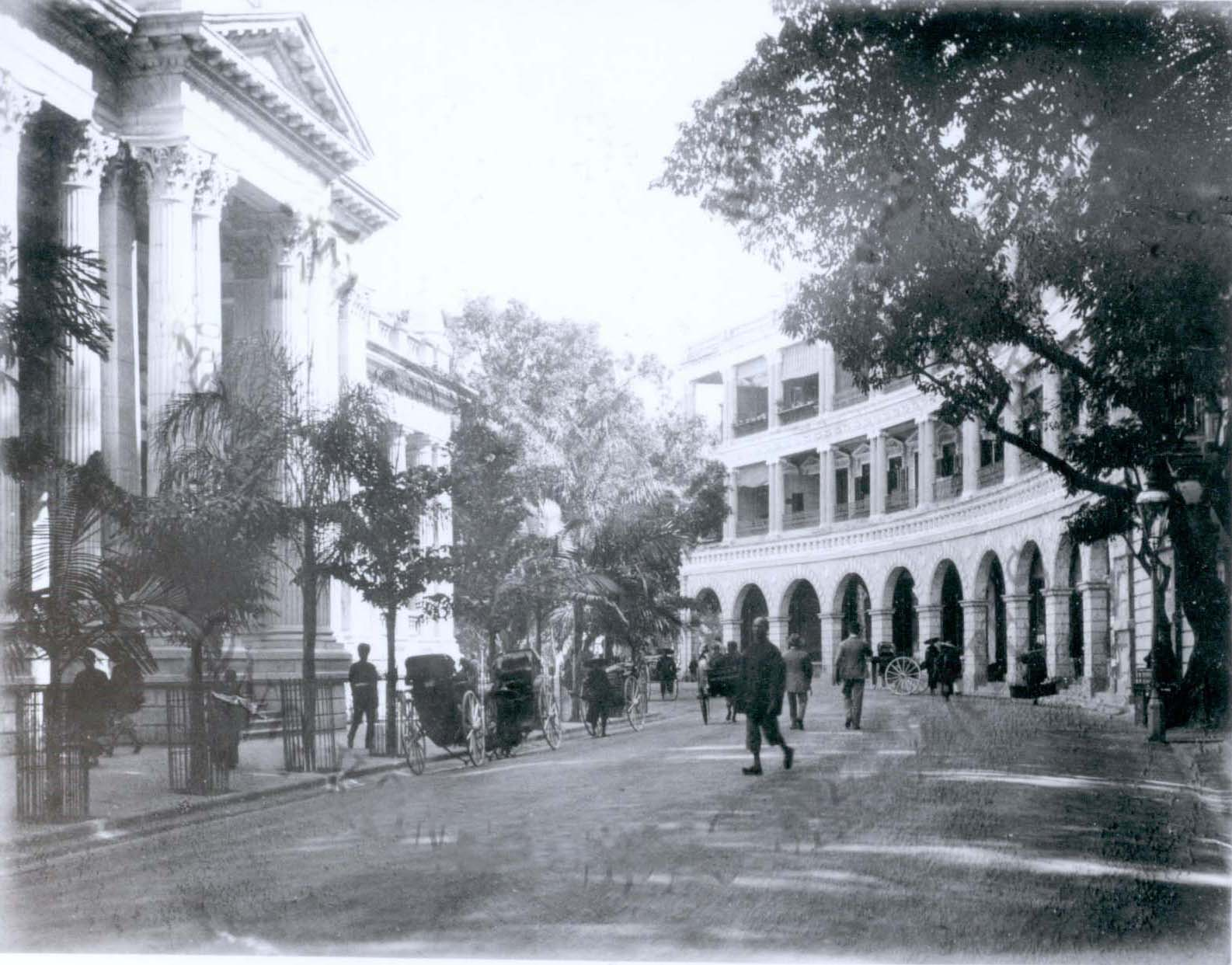
圖右為柏拱行，同樣攝於1890年

值得留意的是，19世紀時期位於柏拱行以南的莊士敦樓（前法國外方傳道會大樓前身），於1890年更名為「比更士菲樓」（Beaconsfield House），而華人一般將其稱為「拱北樓」，直至1915年被法國外方傳道會購入拆卸重建為止。到了1960年柏拱行重建後，英文名稱則用 Beaconsfield House，中文名稱改為拱北行。